# KIO
KIO (KDE Input/output) és una part de l'arquitectura de KDE. Aquesta permet l'accés a fitxers, llocs webs i altres fonts mitjançant una API simple i consistent. Aplicacions escrites usant aquesta forma de treball poden operar amb fitxers guardats en servidors remots de la mateixa forma que ho farien operant localment.
KIO slaves són programes que suporten protocols individuals. La pàgina de protocols al Kinfocenter permet veure una llista de protocols vàlids a la màquina.